# 李振华 (1934年)
李振华（1934年—），男，山西高平人，中华人民共和国政治人物，曾任中共平顺县委书记、晋东南地区行署专员、临汾地区行署专员、中共雁北地委书记、山西省人民政府秘书长、副省长。1991年太原市迎泽公园发生挤死挤伤事故，105人死亡。事后，事故调查组认定李振华负有领导责任，山西省人大常委会决定免去李振华副省长职务。

## 生平
李振华1947年11月在家乡高平“参加革命工作”，先后担任高平县一区交通员、区委组织委员。1949年6月，加入中国共产党。
1949年后，李振华历任中共长治地委组织部副科长，中共陵川县委副书记。1966年12月，李振华被任命为中共平顺县委书记。次年1月，文化大革命造反派夺取了平顺县委的权力。2月，造反派成立了中国共产党平顺县核心小组。不久，李振华成为平顺县革委会副主任，李顺达任革委会主任。1970年3月，李振华成为核心小组的组长。同年12月，核心小组撤销，平顺县委恢复，县党代会上李振华被选为平顺县委副书记，李顺达任书记。:211;222;580-582后来，李振华又出任晋东南地区革委会副主任，晋东南地区革委会主任，中共晋东南地委副书记、晋东南行署专员，中共临汾地委副书记、临汾行署专员。1987年10月，出任中共雁北地区委员会书记。随后，他改任山西省人民政府秘书长。1991年2月2日，李振华被任命为山西省副省长。
1991年9月21日至30日，山西省政府在省会太原举办“一周两节”活动，即山西省对外友好交流周、中国山西国际锣鼓节、中国山西第二届民间艺术节。“一周两节”的主要活动之一，是“煤海之光”大型灯展，展期从9月15日到10月31日，共计46天，地点在迎泽公园。9月24日（农历八月十七）晚8时30分许，迎泽公园七孔桥发生事故，105人被挤死，108人被挤伤。事后，调查组给出了调查报告，认为事故发生有三方面的原因。其一是领导干部“严重官僚主义，不负责任，忽视安全”，这是事故的主要原因；其二是警力不到位，事前拟定的方案中有450人值勤，但各警种实际出勤的只有311人，近三分之一的警力没有到岗；其三，灯展现场存在重大安全隐患，园方不限制入园人数，门票不限制游览日期，没有规定观灯路线。调查组认定，“9·24特大伤亡事故是一起由于有关领导干部严重官僚主义的失职行为和有关国家工作人员玩忽职守的渎职行为造成的重大责任事故”。李振华是“一周两节”组委会的主任委员。1992年3月4日，山西省人大常委会认定李振华对此次事故负有重要领导责任，决定免去李振华副省长职务。

## 相关
- 1991年太原踩踏事件